# Westelijke rotspinguïn
De westelijke rotspinguïn, rotsspringer of geelkuifpinguïn (Eudyptes chrysocome synoniem: Eudyptes crestatus) is een pinguïnsoort die nauw verwant is aan de macaronipinguïn (E. chrysolophus). Op de Falklandeilanden zijn bastaards en gemengde paren aangetroffen.

## Kenmerken
De vogel is 51 tot 62 cm lang en weegt 2 tot 3,8 kg. Het is een relatief kleine soort kuifpinguïn, van boven zwart tot blauwzwart en van onder wit. De gele kuif is relatief smal en loopt van het voorhoofd als een wenkbrauwstreep boven het oog en vormt achter het oog een losse lichtgele pluim die afhangt. Ook de zwarte veren op de kruin vormen een korte kuif die zorgt voor een karakteristiek kopvorm.  De snavel is oranje tot roodachtig en de poten zijn lichtroze. De nauw verwante soort oostelijke rotspinguïn (E. filholi) verschilt iets omdat op de snavel een roze vlies aan de basis zit.

## Verspreiding en leefgebied
De westelijke rotspinguïn komt voor van Kaap Hoorn tot de Falklandeilanden.
Buiten de broedtijd verblijven pinguïns in open zee. De broedkolonies liggen op kale stenige hellingen en stranden, in lavavelden, soms een beetje met graspollen begroeid en meestal dicht bij zee.

## Status
De grootte van de populatie van de westelijke rotspinguïn werd in 2020 door BirdLife International geschat op 850.000 paren. Alleen al op de Falklandeilanden zijn 55 kolonies. Maar de aantallen broedparen nemen af op plaatsen die goed zijn onderzocht. Op grond van dit onderzoek wordt aangenomen dat de zuidelijke rotspinguïn in de afgelopen 37 jaar (drie generaties) met 34% is afgenomen.Wat precies oorzaken zijn, is niet duidelijk. In gebieden die binnen het grondgebied van Chili vallen, worden nog pinguïns gevangen en gedood om als aas te gebruiken bij de vangst van krabben. Op sommige eilanden zijn grazers zoals konijnen of herten actief en ook kunnen besmettelijke ziekten of olievervuiling plaatselijk een bedreiging vormen. Om deze redenen  staat de westelijke  rotspinguïn kwetsbaar op de Rode Lijst van de IUCN.
De oostelijke rotspinguïn wordt door de IUCN nog als ondersoort beschouwd. Men schatte de populatiegrootte in 2020 op 422.000 broedparen.  

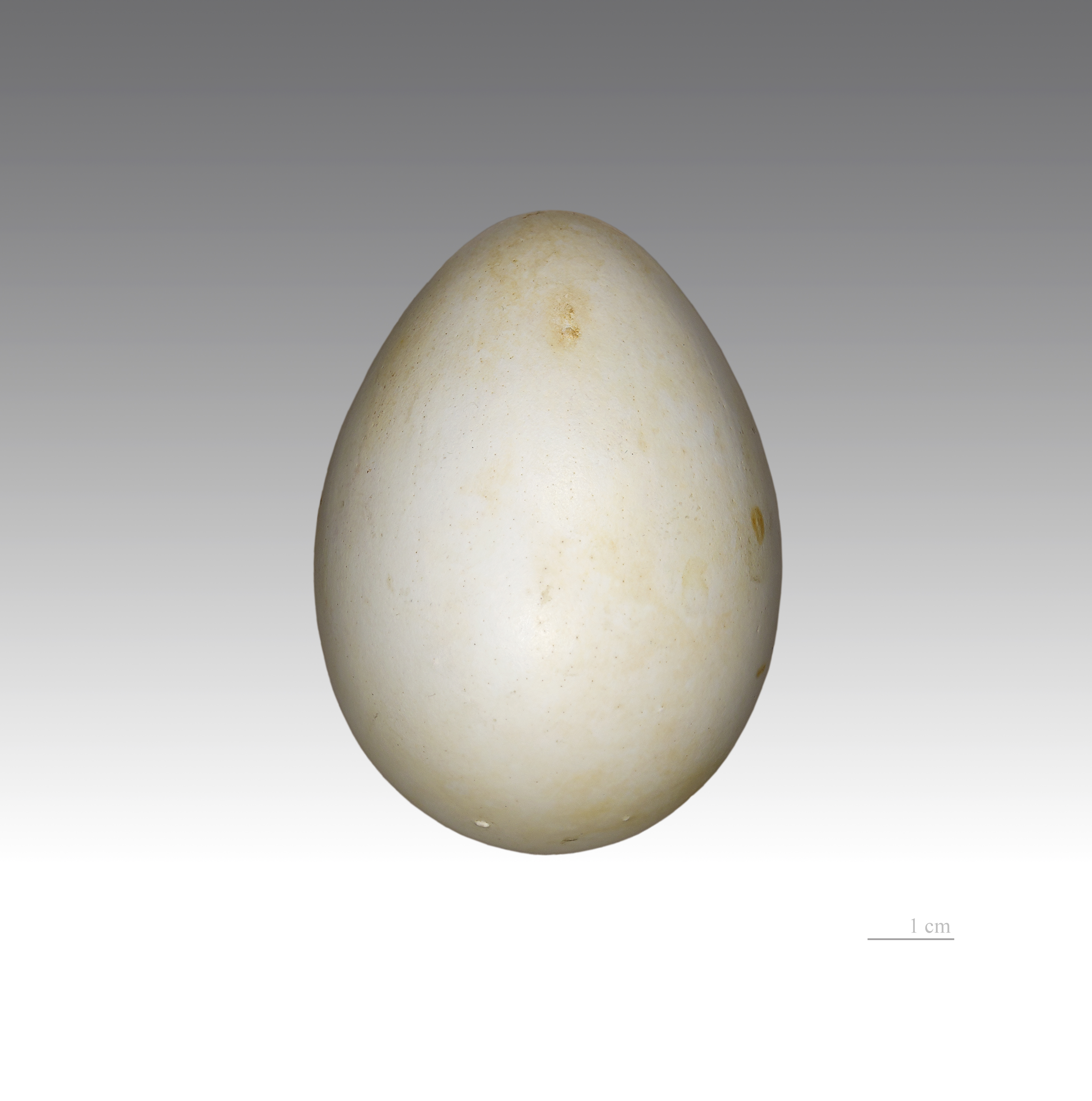
Eudyptes chrysocome